# Adrien du Hecquet
Adrien du Hecquet (ca 1510-1580) est un carme flamand, d'expression française, représentant de l'humanisme catholique, à l'époque du concile de Trente, dans les Pays-Bas espagnols.

## Biographie
Adrien du Hecquet passe pour être né aux environs de 1510 à Arras (France), à la limite des Pays-Bas méridionaux. Plus précisément, il a vu le jour à Crépy (Pas-de-Calais), avant d'être élevé, vers l'âge de cinq ans, à Lillers, et, cinq ou six ans plus tard, à Arras. Entré chez les carmes de cette ville, il est envoyé par le chapitre provincial, en 1551, à l'université de Louvain, où il acquiert le grade de bachelier, avant de partir étudier à l'université de Paris, vers 1559, une fois la paix signée entre l'Espagne et la France au traité de Cateau-Cambrésis. Cependant, d'après une lettre adressée au pape Pie IV, le 2 janvier 1564, c'est à l'université de Cologne qu'il deviendra docteur en théologie. Écrivain prolifique, en français comme en latin, et prédicateur renommé, Adrien a également été prieur de la communauté d'Arras. C'est dans cette ville qu'il est mort, en 1580. Il signait ses œuvres latines Adrianus Hecquetius, atrebatinus carmelita (Adrien du Hecquet, carme d'Arras).

## Postérité

### Controverse et prédication
En français comme en latin, en vers comme en prose, Adrien du Hecquet a combiné aspirations de l'Humanisme et idéaux de la Contre-Réforme, en composant une œuvre où prédominent les préoccupations religieuses et morales. Les premiers ouvrages publiés, Compendiosa laus, Revocatio, Anthidote et De capitibus participent de la controverse avec le protestantisme. Collection d'anecdotes édifiantes à l'usage des prédicateurs, Le chariot de l'année annonce ensuite le plus grand succès de librairie de son auteur : L'enseignement des paroisses, recueil d'homélies en français couvrant toute l'année liturgique, qui sera plusieurs fois réédité, à Anvers, Paris et Lyon, dans la deuxième moitié du XVIe siècle. La même préoccupation pastorale caractérise la production des sermons pour le carême publiés en 1570. Adrien se montre ici attentif aux recommandations du concile de Trente, qui cherchait à promouvoir l'enseignement sacré, mais aussi le sacrement de pénitence, ainsi qu'en témoigne un manuel pour la confession, édité par le carme en 1569.

### Poésie morale et religieuse
En phase avec les attentes de son époque, Adrien n'oublie pas de composer des épîtres pour les plus hauts personnages de l'Église (Epistolae variae), ou de dédier ses ouvrages aux figures les plus importantes des Pays-Bas méridionaux, à la veille de la Révolte des gueux. Le fameux Lamoral d'Egmont reçoit ainsi L'Arrest des cœurs. De même, Guillaume le Taciturne se voit offrir les Peripetasma, avant qu'il ne se convertisse au calvinisme... Et Emmanuel-Philibert de Savoie, commandant des troupes impériales de Charles Quint, la Scena rerum inversa. Ces deux ouvrages latins constituent de longs poèmes moraux, alors que L'Arrest des cœurs traite davantage de spiritualité, dans la ligne d'Augustin d'Hippone, puisque l'auteur y montre comment le chrétien doit chercher son repos en Dieu et non dans les créatures. Cette veine contemplative se poursuit dans L'ordinaire du vray chrestien, qui propose une méthode de prière et des exercices de méditation. À cette liste d'œuvres, Jean-Noël Paquot ajoute des Orationes funebres et des Orationes rhetoricae, dont il ignore la date et le lieu d'édition.

### Un héritier des rhétoriqueurs
Une mention spéciale doit être réservée aux poésies françaises contenues dans l'Orphéïde. Il s'agit, entre autres, de ballades, de dix chants royaux (dont l'un fut couronné à Aire-sur-la-Lys le 25 juillet 1561), et de deux listes rimées, l'une portant sur les Mémorables Journées et Batailles advenues depuis l'Incarnation du Christ, et l'autre sur les Origines et inventions de plusieurs choses très-utiles au monde. Le poète y déplore l'injustice des grands, dans le Débat du gentilhomme et du laboureur, les calamités de la guerre et la prise de Rhodes (par Soliman en 1522). Partant le plus souvent d'un extrait de l'Écriture sainte, il développe quelques considérations morales, sans pour autant perdre de vue l'actualité politique, puisqu'il célèbre la trêve de Vaucelles (1556) et le mariage d'Élisabeth de France avec Philippe II d'Espagne (1559). Par les genres poétiques, le style et les thèmes employés, Adrien s'inscrit dans la tradition des grands rhétoriqueurs, en vogue à la Renaissance dans les Pays-Bas bourguignons, et non dans le mouvement de la Pléiade, qui regroupait des poètes plus modernes, évoluant autour de la sphère des rois de France.

### Œuvres
- Compendiosa Expugnatorum Haereseon Laus, Paris, Foucher, 1549.
- Revocatio Haereticorum a Lutheranismo, et a reliquis Haeresum generibus, ad Evangelicam et vere Catholicam Ecclesiae fidem, Anvers, Jean De Grave, 1550; Anvers, Jean Bellerus, 1577.
- Le chariot de l'Année, contenant au brief tant les proprietez des quatre saisons d'icelle, que des histoires et matières pour toutes les Festes, Louvain, Jean de Winghe, 1552.
- Anthidote spirituel contre le scandale commis par ung herectique en Tournay, Louvain, Jean de Winghe, 1555.
- Scena rerum inversa, idque potissimum quantum ad corrptissimos quorundam mortalium mores attinet, Anvers, Jean Bellerus, 1556; Louvain, Jean Bogard, 1564; Lyon, Benoît Rigaud, 1569; Anvers, Guillaume Simon, 1569.
- De capitibus Hydrae, libri duo, Anvers, 1557.
- Peripetasma argumentorum insignium, nimirum de immortalitate, aeternaque felicitate, De Evangelii semine, Funera, potissimum doctorum virorum, illustria. De crapulae vitio, Joci et Sales. Epigrammata et Carmina miscellanea, Louvain, 1557; Louvain, Jean Bogard, 1564.
- Epistolae variae ad Pium IV, Ponteficem, et ad alios Ecclesiae Praesules, édité à la suite du précédent.
- L'Arrest des cœurs, Anvers, Guillaume Simon, 1557.
- L'enseignement des Paroisses; contenant familières concions des évangiles de tous les dimanches de l'an, Lyon, Benoît Rigaud et Jean Saugrain, 1558.
- L'orphéïde. Œuvre excellent et singulier, contenant plusieurs chantz royaux, ballades, notables inventions et matières d'honneur et vertu, Anvers, Aimé Tavernier, 1561.
- L'enseignement des paroisses contenant familières concions des espitres et évangiles de tous les dimanches de l'an, Paris, Gabriel Buon, 1564, 1572; Lyon, François Duruelle et Benoît Rigaud, 1571, 1574, 1600; Louvain, s. n., 1574.
- La forme de parfaite Pénitence, pour apprendre à soy bien confesser, et mettre la conscience en bon état, Anvers, Guillaume Simon, 1569; Lyon, Benoît Rigaud, 1569.
- Enarrationes locupletissimae, seu Homeliae in Evangelia Quadragesimalia, Paris, Michaêl de Roigny, 1570.
- L'ordinaire du vray chrestien pour prier Dieu, Paris, Nicolas Bonfons, 1570, 1576, 1577.

### Études
- Eug. De Seyn, « Du Hecquet (Adrien) », Dictionnaire biographique des Sciences, des Lettres et des Arts en Belgique, Bruxelles, Éditions L'Avenir, t. I,‎ 1936, p. 418 col. 2 - 419 col. 1.
- A.-F. Dufaitelle, « Adrien du Hecquet », Archives historiques et littéraires du Nord de la France et du Midi de la Belgique, nouvelle série, Valenciennes, Bureau des Archives, A. Leroy et A. Dinaux (dir.), t. I,‎ 1837, p. 314-316.
- J.-N. Paquot, « Adrien du Hecquet », Mémoires pour servir l'histoire littéraire des dix-sept provinces des Pays-Bas, de la principauté de Liège, et de quelques contrées voisines, Louvain, Imprimerie Académique, t. XII,‎ 1768, p. 313-316.
- Cl. P. Goujet, « Adrien du Hecquet », Bibliothèque françoise ou Histoire de la littérature françoise, Paris, Pierre-Jean Mariette et Hippolyte-Louis Guérin, t. XII,‎ 1748, p. 333-338.